# Kljazma
Kljazma (rusky Клязьма) je řeka v Moskevské a ve Vladimirské oblasti v Rusku. Částečně protéká i po hranici Ivanovské a Nižněnovgorodské oblasti. Je 686 km dlouhá. Povodí má rozlohu 42 500 km².

## Průběh toku
Pramení na Moskevské vysočině a protéká přes Meščorskou nížinu. Ústí zleva do Oky (povodí Volhy).

### Přítoky
- zleva – Uča, Vorja, Kiržač, Pekša, Něrl, Uvoď, Těza, Luch
- zprava – Sudogda, Suvorošč

## Vodní režim
Zdrojem vody jsou především sněhové srážky. Průměrný roční průtok vody u města Kovrov (tj. ve vzdálenosti 185 km od ústí) činí 147 m³/s. Zamrzá v listopadu a rozmrzá v polovině dubna.

## Využití
Využívá se v široké míře na zavlažování a k zásobování vodou. Na horním toku bylo vybudováno několik přehradních nádrží (Kljazminská, Akulovská, Pestovská). Převážná část horního toku je odváděna do kanálu imeni Moskvy. Vodní doprava je možná do vzdálenosti 120 km od ústí a na Kljazminské přehradní nádrži. Na řece leží města Ščolkovo, Losino-Petrovskij, Noginsk, Pavlovskij Posad, Orechovo-Zujevo, Sobinka, Vladimir, Kovrov, Vjazniki, Gorochovec.